# Fritz Gurlitt

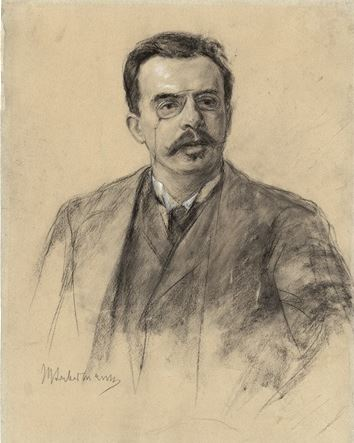
Fritz Gurlitt, von Max Liebermann (1892)

Friedrich Louis Moritz Anton „Fritz“ Gurlitt (* 3. Oktober 1854 in Wien; † 8. Februar 1893 in Thonberg bei Leipzig) war ein deutscher Kunsthändler.

## Familie
Fritz Gurlitt war ein Sohn des Landschaftsmalers Louis Gurlitt und dessen Frau Elisabeth Gurlitt, geborene Lewald. 1881 heiratete er Annarella Imhof (1856–1935), eine Tochter des Schweizer Bildhauers Heinrich Maximilian Imhof. Aus der Ehe gingen die Töchter Angelina (1882–1962), Ehefrau von Sigmund von Weech und Margarete (1885–?) sowie die Söhne Wolfgang Gurlitt (1888–1965) und Manfred Gurlitt (1890–1972) hervor. Später bestritt Manfred allerdings die Vaterschaft Fritz Gurlitts und gab sich als vorehelichen Sohn Willi Waldeckers, des zweiten Ehemanns seiner Mutter, aus. Dabei hat offenbar auch die jüdische Herkunft Elisabeth Lewalds, der Mutter Fritz Gurlitts, eine Rolle gespielt.

## Galerie und Kunsthandlung
1880 gründete Gurlitt in Berlin die Galerie „Fritz Gurlitt“. Diese Galerie lag in der Behrenstraße 29 und war auf zeitgenössische Kunst spezialisiert. Die Bezeichnung des Geschäfts ist umstritten; wahrscheinlich waren die verschieden benannten Geschäfte identisch. Ein Handelsregistereintrag führt die „Kunsthandlung Fritz Gurlitt“ als Gesellschaft mit beschränkter Haftung 1926 auf, zeitgenössische Zeitungen wie der Deutsche Reichsanzeiger verwendeten aber schon zu Lebzeiten von Gurlitt diesen Begriff alternativ zu „Kunstsalon Fritz Gurlitt“.
Fritz Gurlitt förderte unter anderem Arnold Böcklin und Anselm Feuerbach. 1886 wurde er mit der Geschäftsführung der „Jubiläumsausstellung“, der ersten „Internationalen Kunstausstellung in Berlin“, betraut. Theodor Fontane bezog seine Böcklin-Kenntnisse wohl zum Teil von Fritz Gurlitt. Neben Böcklin und Feuerbach gehörten Wilhelm Leibl, Hans Thoma, Max Liebermann, Lesser Ury, Franz Skarbina und Clara Siewert zu den Künstlern, deren Werke Gurlitt bekannt machte.
Auch Paula Modersohn-Becker hat 1898 die Galerie Gurlitt besucht und sich dort durch Arbeiten von Rippl-Ronai (Gruppe der „Nach-Impressionisten“) inspirieren lassen. Von 1881 bis 1886 bot die Kunsthandlung eine ganze Reihe von Nachbildungen von Tanagra-Figuren aus bemaltem Terrakotta an.
Nach seinem Tod 1893 wurde die Galerie ab Ende des Ersten Weltkriegs von seinem Sohn Wolfgang Gurlitt (1888–1965) weitergeführt, Das Berliner Adressbuch verzeichnet 1915 die „Hof-Kunsthandlung“ Fritz Gurlitt in der Potsdamer Straße 113. Wolfgang Gurlitt hielt die Galerie bis 1943 und leitete auch den Verlag Fritz Gurlitt. Er sorgte auch für eine Fotodokumentation der Sammlung, die fast 1.500 Kunstwerke umfasste. Die Negative im Format 18×24 gingen 1937 ins Bildarchiv der Philipps-Universität Marburg über. Später führte Wolfgang Gurlitt in München eine eigene Galerie.

### Ausstellungen (Auswahl)
- 1883: Erstmals in Deutschland öffentlich Werke des französischen Impressionismus: Die Exponate stammten aus der Privatsammlung von Carl und Felice Bernstein, die von Charles Ephrussi zu ihrer Sammlung inspiriert worden waren, und aus den Beständen Paul Durand-Ruels.[11]
- Zwischen 1881 und 1889, dem Jahr, in dem es zum Bruch zwischen Arnold Böcklin und Gurlitt kam, zahlreiche Gemälde Böcklins: etwa die Tritonenfamilie, Der Sommertag, Der Abenteurer, Prometheus, Odysseus und Kalypso, Frühlingstag, Im Spiel der Wellen, Die Toteninsel, das Heiligtum des Herakles, Der Kampf auf der Brücke und viele mehr.[12]
- 1895 (sowie 1996 und 1997): Hans Baluschek
  - James Pitcairn-Knowles (zusammen mit August von Heyden und Hubert von Heyden)
- 1897: Olga Boznańska
- 1900: Adolf Höfer
  - und 1908: Künstlervereinigung Die Scholle
- 1909: Erste Einzelausstellung Karl Hofer
- 1910: „Interieurs und Stilleben“ mit Werken von Slevogt, Corinth, Oppler, Trübner
- 1910: Gustav Schönleber
- 1910: Gustav Bechler
- 1910: Eduard Ockel
- 1912: Ferdinand Hodler, Camille Pissarro, Alfred Sisley, Wilhelm Trübner, Lovis Corinth, Francis Seymour Hadens, Hermann Huber, Theodor Hagen, Richard Pietzsch[13]
- 1913: Hermann Huber, Willi Geiger[14]
- 1913: Erste Einzelausstellungen Erich Heckel, Erich Büttner
- 1915: Herbstausstellung (Arbeiten von Lovis Corinth, Max Pechstein, Charlotte Berend-Corinth und Wilhelm Trübner)[15]
- 1918: Gedächtnisausstellung Ignaz Beth
- 1924: z. B. „Studie eines Bauernmädchens beim Umgraben“ von Camille Pissarro
- 1925: Paul Kleinschmidt
  - Einzelausstellung Ernst Oppler (letzte Ausstellung vor dessen Tod)
- 1930: Hans Uhlmann, modellierte Köpfe aus Gips
- 1936: Fritz Richter
- 1937: Einzelausstellung Georg Netzband
- 1940: Justus Uder, Aquarelle
  - Januar: Fritz Feigler
- 1949: Ursula Schuh

Darüber hinaus (Auswahl):
- Fritz Tennigkeit
- Clara Siewert
- Jan Van Beers

## Kunstsammler
Fritz Gurlitt besaß unter anderen (mindestens zeitweise) folgende Bilder:
- Porträt des Vaters Franz Heinrich Corinth mit Weinglas (Lovis Corinth, 1883)